# 都千代
都 千代（みやこ ちよ、1901年〈明治34年〉5月2日 - 2018年〈平成30年〉7月22日）は、和歌山県湯浅町出身で神奈川県横浜市西区在住の長寿の女性。20世紀初年の1901年生まれにおいて世界最後の生存者であった。
2018年4月21日以来、死去するまで日本及び世界における最高齢の人物となった。ただし、彼女より約半年早く生まれていたとされるジュリア・フローレス・コルケの生年月日が正しければ世界最高齢にはならなかった事になる。

## 生涯
1901年（明治34年）5月2日、和歌山県にて出生。日本国有鉄道で働いていた都勝次と結婚する。
2018年4月に世界最高齢になるまでは、彼女の生涯については僅かに日本抗加齢医学会による雑誌『アンチ・エイジング医学』の2015年10月号において紹介された以外、生年月日や年齢などの記録的な事柄を除いてほとんど報道されていなかった。前述の雑誌によると、都の好物はうなぎ、ワインとクリームソーダであり、また喫煙は一度もしたことが無かったといい、趣味は夫との海外旅行であったという。この雑誌に掲載された114歳の時点ではっきりと会話ができていた。晩年には閉塞性動脈硬化症を患い、2015年5月17日に114歳15日で右足を、2017年5月8日には116歳6日で左足を切断する手術を受けた。これは外科手術の世界最高齢記録であり、ギネス世界記録に認定されている。ギネス・ワールド・レコーズによれば、会話好きで怒ったことがなかったという。趣味は習字。美味しいものが好物で、寿司やうなぎなどをよく食べていた。
孫は医療法人社団愛優会の理事長である都直人で、世界最高齢になった時点では同法人が運営する横浜市内の介護老人保健施設に入所していた。

## 長寿記録
- 2017年
  - 12月15日：スペインのアナ・ベラ＝ルビオ（1901年10月29日生まれ[1]）の死去により、1901年生まれの最後の生存者となった。
- 2018年
  - 4月21日：117歳260日だった田島ナビの死去[6]により、116歳354日で世界及び日本最高齢の人物となった。
  - 7月22日：117歳81日（満117歳没）で死去した[4][11][12]。死去後は、1903年生まれの日本人女性である田中カ子が世界最高齢者となった。